# Primi ministri della Repubblica del Congo
I primi ministri della Repubblica del Congo dal 1960 (data di indipendenza dalla Francia) ad oggi sono i seguenti.

## Lista
| Primo ministro                                              | Primo ministro | Primo ministro                  | Partito                                                       | Mandato          | Mandato           |
| Primo ministro                                              | Primo ministro | Primo ministro                  | Partito                                                       | Inizio           | Fine              |
| ----------------------------------------------------------- | -------------- | ------------------------------- | ------------------------------------------------------------- | ---------------- | ----------------- |
| Carica non istituita (dal 15 agosto 1960 al 16 agosto 1963) |                |                                 |                                                               |                  |                   |
|                                                             |                | Alphonse Massamba-Débat         | Movimento Nazionale Rivoluzionario                            | 16 agosto 1963   | 19 dicembre 1963  |
|                                                             |                | Pascal Lissouba                 | Movimento Nazionale Rivoluzionario                            | 24 dicembre 1963 | 15 aprile 1966    |
|                                                             |                | Ambroise Noumazalaye            | Movimento Nazionale Rivoluzionario                            | 6 maggio 1966    | 12 gennaio 1968   |
|                                                             |                | Alfred Raoul                    | Militare                                                      | 4 agosto 1968    | 30 dicembre 1969  |
| Carica abolita (dal 30 dicembre 1969 al 28 luglio 1973)     |                |                                 |                                                               |                  |                   |
|                                                             |                | Henri Lopès                     | Partito Congolese del Lavoro                                  | 28 luglio 1973   | 18 dicembre 1975  |
|                                                             |                | Louis Sylvain Goma              | Partito Congolese del Lavoro                                  | 18 dicembre 1975 | 7 agosto 1984     |
|                                                             |                | Ange Édouard Poungui            | Partito Congolese del Lavoro                                  | 7 agosto 1984    | 7 agosto 1989     |
|                                                             |                | Alphonse Poaty-Souchlaty        | Partito Congolese del Lavoro                                  | 7 agosto 1989    | 3 dicembre 1990   |
|                                                             |                | Pierre Moussa                   | Partito Congolese del Lavoro                                  | 3 dicembre 1990  | 8 gennaio 1991    |
|                                                             |                | Louis Sylvain Goma              | Partito Congolese del Lavoro                                  | 8 gennaio 1991   | 8 giugno 1991     |
|                                                             |                | André Milongo                   | Indipendente                                                  | 8 giugno 1991    | 2 settembre 1992  |
|                                                             |                | Stéphane Maurice Bongho-Nouarra | Unione Panafricana per la Democrazia Sociale                  | 2 settembre 1992 | 6 dicembre 1992   |
|                                                             |                | Claude Antoine Dacosta          | Indipendente                                                  | 6 dicembre 1992  | 23 giugno 1993    |
|                                                             |                | Joachim Yhombi-Opango           | Raggruppamento per la Democrazia e lo Sviluppo                | 23 giugno 1993   | 27 agosto 1996    |
|                                                             |                | Charles David Ganao             | Unione delle Forze Democratiche                               | 27 agosto 1996   | 8 settembre 1997  |
|                                                             |                | Bernard Kolélas                 | Movimento Congolese per la Democrazia e lo Sviluppo Integrale | 8 settembre 1997 | 15 ottobre 1997   |
| Carica abolita (dal 15 ottobre 1997 al 7 gennaio 2005)      |                |                                 |                                                               |                  |                   |
|                                                             |                | Isidore Mvouba                  | Partito Congolese del Lavoro                                  | 7 gennaio 2005   | 15 settembre 2009 |
| Carica abolita (dal 15 settembre 2009 al 23 aprile 2016)    |                |                                 |                                                               |                  |                   |
|                                                             |                | Clément Mouamba                 | Partito Congolese del Lavoro                                  | 23 aprile 2016   | 12 Maggio 2021    |
|                                                             |                | Anatole Collinet Makosso        | Partito Congolese del Lavoro                                  | 12 maggio 2021   | in carica         |